# Didymodon reflexus
Didymodon reflexus là một loài rêu trong họ Pottiaceae. Loài này được Thér. mô tả khoa học đầu tiên năm 1924.